# Cici Garrigoles i Vinyals
Cici Garrigoles i Vinyals (Castelló d'Empúries, 1 de novembre de 1769 - 12 d'agost de 1842) fou organista de Palamós.
Garrigoles i Vinyals va succeir a Pere Garrigoles en el benefici de la Santa Creu de Santa Maria de Castelló i exercí d'organista de la parroquial en diverses ocasions entre els anys 1815 i 1821, tal com es fa palès en els llibres de la procura major, on apareix el seu nom en diverses mesades de 1821.
Mor a Castelló d'Ampúries a l'edat de 73 anys. Fill de Antoni Garrigoles de Castelló d'Empúries i de Caterina Vinyals de Flaçà.